# Municipio de Ludvika
Ludvika (en sueco: Ludvika kommun) es un municipio de la provincia de Dalarna, Suecia, en la provincia histórica de Dalecarlia. Su sede se encuentra en la localidad de Ludvika. El municipio actual se creó en 1971 cuando la ciudad de Ludvika se fusionó con los municipios rurales adyacentes de Grangärde y Säfsnäs.

## Localidades
Hay 14 áreas urbanas (tätort) en el municipio:
| #  | Tätort                 | Población |
| -- | ---------------------- | --------- |
| 1  | Ludvika                | 15 742    |
| 2  | Grängesberg            | 2180      |
| 3  | Grängesberg västra     | 1059      |
| 4  | Nyhammar               | 1040      |
| 5  | Sörvik                 | 694       |
| 6  | Saxdalen               | 620       |
| 7  | Sunnansjö              | 584       |
| 8  | Håksberg               | 444       |
| 9  | Fredriksberg västra    | 345       |
| 10 | Gonäs                  | 331       |
| 11 | Norrbo y Västansjö     | 285       |
| 12 | Fredriksberg östra     | 283       |
| 13 | Blötberget             | 271       |
| 14 | Sandudden y Hörks hage | 181       |

## Demografía

### Desarrollo poblacional
| Gráfica de evolución demográfica de Ludvika entre 1970 y 2015 |
|                                                               |
| Fuente: SCB                                                   |

## Ciudades hermanas
Ludvika esta hermanado o tiene tratado de cooperación con:
- Bad Honnef, Alemania
- Imatra, Finlandia
- Viljandi, Estonia